# Pseudopanax
Pseudopanax is een geslacht uit de klimopfamilie (Araliaceae). De soorten komen voor in Nieuw-Zeeland.

## Soorten
- Pseudopanax chathamicus Kirk
- Pseudopanax crassifolius (Sol. ex A.Cunn.) K.Koch
- Pseudopanax discolor (Kirk) Harms
- Pseudopanax ferox Kirk
- Pseudopanax gilliesii Kirk
- Pseudopanax lessonii (DC.) K.Koch
- Pseudopanax linearis (Hook.f.) K.Koch